# System senioralny
System senioralny – określenie sposobu nadawania, posiadania i korzystania z ziemi w Nowej Francji.
Senior otrzymywał ziemię z nadania królewskiego; miał obowiązek ją zagospodarować. Ziemie seniora dzieliło się na jego domenę własną oraz domenę pośrednią, którą senior oddawał w użytkowanie przybyłym z nim rolnikom.
Senior, zobowiązany do złożenia aktu poddańczego, był kontrolowany przez państwo; rolnicy składali seniorom deklarację uznania praw własności seniora do nadanej ziemi.
Dochodami seniora były uiszczane przez rolników renty senioralne, podatek od sprzedaży gruntów przez kolonistów (1/12 sumy) oraz zastrzeżone dla niego prawo do wyrębu lasów, korzystanie z zysków z młyna oraz pańszczyzna (stosowana rzadko).